# Андріасян Аркадій Георгійович
Арка́дій Гео́ргійович Андріася́н (часто зустрічається — Андреасян) (вірм. Արկադի Գեորգիի Անդրեասյան; рос. Аркадий Георгиевич Андріасян; 11 серпня 1947, Баку, Азербайджанська РСР, СРСР — 23 грудня 2020) — радянський футболіст (півзахисник), тренер. Чемпіон і володар Кубка СРСР, призер Олімпійських ігор. Майстер спорту СРСР (1971). Майстер спорту СРСР міжнародного класу та заслужений тренер Вірменської РСР (1982). Є віце-президентом єреванського «Арарату».

## Клубна кар'єра
Вихованець школи бакинського «Нафтовика». З першого разу (1966—1967) в основу «Арарату» не пробився, провів кілька сезонів у нижчих лігах. В 1969 році був знову запрошений у «Арарат». Дебют у вищій лізі відбувся 4 квітня в матчі проти «Динамо» (Київ), програному єреванцями чинним чемпіонам з рахунком 1:4.

## Статистика виступів
| Клуб              | Сезон                     | Чемпіонат | Чемпіонат | Кубок | Кубок | Єврокубки | Єврокубки | Всього | Всього |
| Клуб              | Сезон                     | Матчі     | Голи      | Матчі | Голи  | Матчі     | Голи      | Матчі  | Голи   |
| ----------------- | ------------------------- | --------- | --------- | ----- | ----- | --------- | --------- | ------ | ------ |
| Ширак             | 1965, 4-а зона класу «Б»  | 24        | 3         | 0     | 0     | 0         | 0         | 24     | 3      |
| Ширак             | 1966, 2-а група класу «А» | 14        | 0         | 0     | 0     | 0         | 0         | 14     | 0      |
| Всього            | Всього                    | 38        | 3         | 0     | 0     | 0         | 0         | 38     | 3      |
| Севан             | 1967, 4-а зона класу «Б»  | ?         | ?         | 0     | 0     | 0         | 0         | ?      | ?      |
| Севан             | 1968, 4-а зона класк «Б»  | 39        | 10        | 0     | 0     | 0         | 0         | 39     | 10     |
| Всього            | Всього                    | ?         | ?         | 0     | 0     | 0         | 0         | ?      | ?      |
| «Арарат» (Єреван) | 1969                      | 34        | 3         | 1     | 0     | 0         | 0         | 35     | 3      |
| «Арарат» (Єреван) | 1970                      | 28        | 5         | 4     | 0     | 0         | 0         | 32     | 5      |
| «Арарат» (Єреван) | 1971                      | 30        | 3         | 4     | 0     | 0         | 0         | 34     | 3      |
| «Арарат» (Єреван) | 1972                      | 27        | 9         | 2     | 0     | 4         | 1         | 33     | 10     |
| «Арарат» (Єреван) | 1973                      | 24        | 13        | 6     | 0     | 0         | 0         | 30     | 13     |
| «Арарат» (Єреван) | 1974                      | 27        | 6         | 4     | 2     | 3         | 1         | 34     | 9      |
| «Арарат» (Єреван) | 1975                      | 27        | 10        | 5     | 4     | 5         | 1         | 37     | 15     |
| «Арарат» (Єреван) | 1976                      | 20        | 8         | 3     | 0     | 0         | 0         | 23     | 8      |
| «Арарат» (Єреван) | 1977                      | 2         | 1         | 1     | 0     | 0         | 0         | 3      | 1      |
| «Арарат» (Єреван) | 1978                      | 23        | 4         | 0     | 0     | 0         | 0         | 23     | 4      |
| Всього            | Всього                    | 242       | 62        | 30    | 6     | 12        | 3         | 284    | 71     |
| Всього за кар'єру | Всього за кар'єру         | ?         | ?         | ?     | ?     | ?         | ?         | ?      | ?      |

## Кар'єра тренера
Тренерську кар'єру Аркадій Андріасян розпочав у 1979 році в абовянському «Котайку», який виступав у другій лізі чемпіонату СРСР. Андріасян в перший рік свого правління вивів команду на п'яте місце у закавказькій зоні, на наступний рік — на друге, а в 1981 — на перше.
Успіх Андріасяна-тренера був помічений, і керівництво республіканського Спорткомітету запропонувало йому очолити Арарат. Дебют у вищій лізі 1982 року для Андріасяна склався вдало. Після перемоги у восьмому турі над краснодарською «Кубанню» команда вийшла на перше місце і продовжувала одноосібно лідирувати аж до перерви в чемпіонаті (після 14 туру), пов'язаного з участю збірної СРСР на чемпіонаті світу 1982 року в Іспанії.
Андріасян у складі радянської делегації провідних футбольних фахівців країни відбув на чемпіонат світу. Повернувся він із світового футбольного форуму та застав команду «Арарат» в жалюгідному стані — вона втратила боєздатність і, головне, здала у функціональному плані. У підсумку «Арарат» зайняв у чемпіонаті країни 5 місце, що було високо оцінено, і він був удостоєний звання заслуженого тренера Вірменської РСР.
Однак, після низки невдач, команду стало трясти, і в кінці сезону 1983 року Аркадій Георгійович залишив команду і очолив «Спартак» з Октемберяна — найслабшу з вірменських команд другої ліги чемпіонату СРСР. Через рік Андріасян вивів спартаківців на третє місце.
У 1986 році його запросили рятувати «Котайк», який виступав у першій лізі чемпіонату країни, а в середині сезону того ж року — вже «Арарат», який плівся у кінці турнірної таблиці і йому загрожував виліт з вищої ліги. 5 перемог і нічия не тільки дозволили «Арарату» зберегти місце в еліті, але і перебратися на 8 місце, відстаючи від лідера всього на 5 очок!
Старт чемпіонату країни 1989 року «Арарату» вдався, після шостого туру єреванці йшли на другому місці, поступаючись московському «Спартаку» лише очком. Потім настала низка невдач у виїзних матчах, які багатьма були приписані до старої хвороби команди — невміння грати в гостях. Однак справжньою хворобою було — «порушення спортивного режиму». Андріасян саме з цією хворобою підопічних боровся жорстко, що не подобалося багатьом футболістам, тому вони влаштували «бунт на кораблі» після чергового прочухана від Андріасяна після програного матчу. Часи були «перебудовні», коли директорів і керівників підприємств знімали простим рішенням зборів колективу. Так були звільнені тренери московського «Спартака» (Костянтин Бєсков), ленінградського «Зеніту», харківського «Металіста», донецького «Шахтаря», волгоградського «Ротора». Андріасян знову покинув свій рідний клуб.
У 1990 році Андріасяну запропонували в Лондоні тренувати аматорську команду «Арарат», в якій грали вірмени англійської діаспори. На наступний рік він повернувся додому і тренував «Котайк». Потім в чемпіонаті незалежної Вірменії півтора року очолював ечміадзінський «Звартноц». Влітку 1993 року його запросили в бейрутський «Оменмен» і він вивів цю команду в число лідерів чемпіонату Лівану, у фінал Кубка країни, завоював Кубок Муси Садера.
Восени 1995 році Аркадій Андрвасян повернувся в Єреван і з 1996 року знову очолив «Арарат» як головний тренер (по 2002 рік) і президент клубу (до 2013 року). У 1997 році «Арарат» завоював Кубок Вірменії та срібні медалі чемпіонату країни (1996/97 рр.). Срібних нагород араратовці під керівництвом Андріасяна удостоїлися ще двічі — в чемпіонатах 1999 і 2000 років, бронзових — у 2001 році. У 2001 році підопічні Андріасяна стали переможцями турніру на Кубок президента Арцаха, а у 2004 році — турніру імені Героя Радянського Союзу Унана Аветісяна.
У 2007 році через постійне протистояння зарубіжних господарів «Арарату» з керівництвом Федерації футболу Вірменії Аркадій Андріасян вирішив на деякий час покинути рідну команду і два роки успішно тренував єреванську «Міку». У 2009 році він повернувся в «Арарат» і завоював з командою Суперкубок Вірменії, перегравши в очному поєдинку єреванський «Пюнік».
У 2013 році, розчарувавшись у футбольній політиці президента клубу Грачья Капріеляна, для якого створення класної інфраструктури клубу та будівництво дитячо-юнацької школи «Арарату», стояли на другому плані, Аркадій Георгійович, будучи одним з акціонерів ФК «Арарат», знову покинув рідний клуб. Проте у 2016 році Аркадій Андріасян повернувся у вірменський футбол і знову очолив «Арарат».

## Досягнення
- Як гравця:
  - командні:
    -  Бронзовий олімпійський призер: 1972
    - Чемпіон СРСР: 1973
    - Срібний призер чемпіонату СРСР: 1971, 1976 (в)
    - Володар Кубка СРСР: 1973, 1975
    - Фіналіст Кубка СРСР: 1976

  - особисті:
    - У списках 33 кращих футболістів сезону в СРСР (4): № 1 — 1973, 1974; № 2 — 1971, 1975
    - Кращий бомбардир чемпіонату СРСР: 1976 (в)
- Як тренера:
  -  Вірменія
    - Срібний призер чемпіонату Вірменії: 1996/97, 1999, 2000
    - Володар Кубка Вірменії: 1996/97
    - Володар Суперкубка Вірменії: 2009
    - Фіналіст Кубка Вірменії: 2001
    - Фіналіст Суперкубка Вірменії: 1997

## Нагороди
- Медаль «За заслуги перед Вітчизною» 1-го ступеня (2011)[3]

## Особисте життя
Батько Андріасяна — Георгій Андріасян (Андріасов) — грав у бакинському «Локомотиві» (чемпіонат СРСР 1937 року, група «Д») і в єреванському «Динамо» (чемпіон Вірменської РСР 1936 року), тренував «Локомотив» (Баку). Дядько Андріасяна — Гайк Андріасян (Андріасов) — грав у московському «Локомотиві», єреванських командах «Спартак» і «Динамо», був тренером ряду вірменських команд. Син — Георгій, також був професійним футболістом і виступав за ряд вірменських клубів, у тому числі і за єреванський «Арарат».